# Tonny (film)
Pour l’article homonyme, voir Tonny.

Tonny est un film norvégien réalisé par Nils R. Müller et sorti en 1962. Il a été présenté à la Berlinale 1962.

## Synopsis
Tonny est un jeune garçon en famille d'accueil, qui purge sa première peine dans une prison pour adultes. Il est suivi 24 heures avant sa libération conditionnelle et 48 heures après sa libération, dans ses expériences en prison et sa relation avec sa mère, ses amis et sa petite amie Kari.

## Fiche technique
- Titre : Tonny
- Réalisation : Nils R. Müller, Per Gjersøe
- Scénario : Sverre Gran d'après le roman Den Onde Hydre de Jens Bjørneboe[3].
- Producteur : Sverre Gran
- Photographie : Hans Nord
- Musique : Egil Monn-Iversen
- Montage : Olaf Engebretsen
- Durée : 86 minutes
- Date de sortie : 22 janvier 1962

## Distribution
- Per Christensen (en) : Tonny
- Wenche Foss : Tonnys mor
- Liv Ullmann : Kari
- Joachim Calmeyer : Rørleggeren
- Rolf Daleng : Alfred
- Finn Kvalem : Rødtopp
- Ola B. Johannessen : Politimann
- Henny Skjønberg : Dame med parasoll
- Helga Backe
- Finn Bernhoft
- Erik Melbye Brekke
- Synnøve Gleditsch
- Rolf Nannestad
- Alfred Solaas